# Бердет (Арканзас)
Бердет (енгл. Burdette) град је у америчкој савезној држави Арканзас.

## Демографија
По попису из 2010. године број становника је 191, што је 62 (48,1%) становника више него 2000. године.
| Група             | 2000.       | 2010.       |
| Белци             | 106 (82,2%) | 135 (70,7%) |
| Афроамериканци    | 22 (17,1%)  | 40 (20,9%)  |
| Азијати           | 0 (0,0%)    | 0 (0,0%)    |
| Хиспаноамериканци | 0 (0,0%)    | 16 (8,4%)   |
| Укупно            | 129         | 191         |